# Tennessee Ridge
Tennessee Ridge es un pueblo ubicado en los condados de Houston y Stewart en el estado estadounidense de Tennessee. En el Censo de 2010 tenía una población de 1.368 habitantes y una densidad poblacional de 142,29 personas por km².

## Geografía
Tennessee Ridge se encuentra ubicado en las coordenadas 36°19′5″N 87°45′57″O / 36.31806, -87.76583. Según la Oficina del Censo de los Estados Unidos, Tennessee Ridge tiene una superficie total de 9.61 km², de la cual 9.6 km² corresponden a tierra firme y (0.19%) 0.02 km² es agua.

## Demografía
Según el censo de 2010, había 1.368 personas residiendo en Tennessee Ridge. La densidad de población era de 142,29 hab./km². De los 1.368 habitantes, Tennessee Ridge estaba compuesto por el 98.17% blancos, el 0.15% eran afroamericanos, el 0.15% eran amerindios, el 0% eran asiáticos, el 0% eran isleños del Pacífico, el 0.51% eran de otras razas y el 1.02% pertenecían a dos o más razas. Del total de la población el 2.34% eran hispanos o latinos de cualquier raza.